# Napoleon: Total War
Napoleon: Total War è un videogioco strategico a turni e in tempo reale per personal computer (Windows), sviluppato da The Creative Assembly e pubblicato da SEGA. È stato messo in commercio in Nord America il 23 febbraio 2010, e in Europa il 26 febbraio. Come il suo predecessore Empire: Total War, è stato distribuito sulla piattaforma Steam. Il gioco è quindi in vendita sia in versione in scatola sia come download digitale sul negozio online di Steam.
Napoleon: Total War, ambientato nel XIX secolo, è il sesto capitolo della saga Total War, una collana di giochi strategici in tempo reale ispirati alle grandi guerre della storia. Il giocatore è chiamato a guidare la Francia alla vittoria vestendo i panni di Napoleone Bonaparte. Può anche scegliere, nella modalità "campagne della coalizione", di gestire una delle potenze protagoniste delle coalizioni antinapoleoniche (Austria, Prussia, Gran Bretagna, Russia). Esattamente come gli altri giochi della serie, nella campagna si alternano la fase strategica (a turni), in cui il giocatore deve amministrare il suo impero e curarne lo sviluppo tecnologico ed economico per creare potenti flotte ed eserciti, e le battaglie (in tempo reale), in cui dovrà guidare le truppe e le navi e condurle alla vittoria con l'uso di tattiche militari.
Napoleone, presente nel gioco come narratore, è stato doppiato da Charles Aznavour nelle versioni inglese, tedesca, francese e spagnola e da Gianni Quillico in quella italiana.

## Modalità di gioco
La campagna di Napoleon: Total War permette al giocatore di scegliere una fazione e di guidarne le sorti nell'epoca delle Guerre napoleoniche. Ci sono circa trenta fazioni, ma solo alcune sono effettivamente giocabili. Ogni fazione controlla alcune province storiche, ciascuna con una capitale e alcuni insediamenti, che possono variare da villaggi minori a porti prosperosi (nelle regioni costiere). Il giocatore deve produrre eserciti e flotte per conquistare o difendere le province per via militare, o sfruttare politica e diplomazia per conseguire i suoi scopi nel gioco. Inoltre, può usare a suo vantaggio l'economia, la ricerca tecnologica, lo spionaggio, il sabotaggio di strutture e armate del nemico, l'assassinio di generali e personaggi chiave. La campagna si svolge a turni e permette al giocatore di fare tutte le sue mosse e di svolgere tutte le sue azioni prima di terminare il turno. Quindi subentrerà l'Intelligenza artificiale, che gestirà tutte le altre fazioni in successione.
Nel gioco si possono avere due differenti modalità: si può seguire Napoleone nelle campagne che hanno fatto la storia oppure opporsi a lui con la Coalizione antifrancese.
Le Campagne di Napoleone sono quattro. Il Tutorial, ambientato durante la giovinezza di Napoleone in Francia, spiega i fondamenti e le regole del gioco. La Campagna d'Italia, ambientata nel nord Italia, segue le gesta di Bonaparte alla guida dell'Armée d'Italie contro il Regno di Sardegna e l'Austria. La Campagna d'Egitto, ambientata in Egitto e Palestina, segue le vicende del grande generale nella terra dei faraoni, contrastato dalla Gran Bretagna e dall'Impero ottomano. La Campagna d'Europa ripercorre invece la storia del Primo Impero francese e le conquiste di Napoleone, con una mappa più vasta che comprende tutto lo scenario europeo.
- Campagna d'Italia. La campagna inizia nel 1796 e all'inizio si comanda la regione delle Alpi Marittime. Per vincere si deve conquistare Klagenfurt, in Austria, prima della fine del 1797, sconfiggendo Impero Austriaco e Regno di Sardegna. Sono presenti altre nazioni, come Stato Pontificio e Repubblica di Venezia che possono essere affrontate in guerra aperta o avvicinate diplomaticamente.
- Campagna d'Egitto. La campagna inizia nel 1798 e all'inizio si comanda la regione di Alessandria. Per vincere si deve conquistare Damasco, nell'Impero Ottomano, prima della fine del 1800, sconfiggendo Mamelucchi e Impero Ottomano, sono anche presenti i Beduini e la Gran Bretagna come nemici che possono essere affrontati o no.
- Campagna europea. È la campagna principale del gioco, mentre le due precedenti sono solo piccoli scenari propedeutici alla comprensione delle meccaniche del gioco. Presenta la mappa più vasta, comprendente tutta l'Europa. La campagna inizia nel 1805 e all'inizio si comandano le regioni francesi e il Piemonte-Liguria. Per vincere si devono conquistare Vienna, Berlino e Mosca, prima della fine del 1812, conquistando o piegando Impero Austriaco, Prussia e Impero Russo. Altri stati della Coalizione, come la Gran Bretagna, e altre fazioni, come l'Impero Ottomano, giocano un ruolo importante nello scenario.
- Campagna della Coalizione. Ha la stessa estensione, le stesse meccaniche e la stessa mappa e situazione geopolitica della Campagna europea, descritta al punto precedente, ma in questo caso non si gioca nei panni della Francia, bensì in quelli di una delle nazioni della coalizione antifrancese[2]. Nella Campagna della Coalizione si possono scegliere quattro diverse nazioni: Prussia, Gran Bretagna, Russia o Austria.

Sono presenti numerosi personaggi storici, oltre a Napoleone. Molti i grandi condottieri dell'epoca rappresentati nella campagna, fra cui Arthur Wellesley, I duca di Wellington, Michel Ney, Horatio Nelson, Michail Illarionovič Kutuzov e Gebhard Leberecht von Blücher e che, tranne Nelson, quando muoiono in battaglia resuscitano nella capitale del proprio stato e scompaiono una volta che lo stato è completamente occupato. Sebbene l'eventuale morte del generale o dell'ammiraglio in battaglia dia un effetto negativo sul morale delle truppe, alcuni fra i personaggi storici non muoiono mai nel gioco. Se vengono colpiti, tornano feriti alla capitale e diventano nuovamente disponibili nei turni successivi.
Inoltre si possono svolgere le battaglie più famose di Napoleone, in una specifica modalità di gioco che non prevede una campagna ma solo battaglie singole. Ci sono vari episodi militari storici, dalla Battaglia di Lodi, alla Battaglia di Austerlitz, o quella di Borodino e, infine, Waterloo (nella quale si può giocare anche dalla parte degli Inglesi).

### Diplomazia e strategia
La gestione della diplomazia ha subito numerose modifiche, con l'aggiunta di nuove opzioni disponibili. Il giocatore, ad esempio, può chiedere alle altre fazioni (controllate dall'Intelligenza artificiale) di interrompere rapporti commerciali, cancellare alleanze o entrare in guerra con altri stati. Il giocatore può inoltre "creare" nuove nazioni durante le sue conquiste. Quando si occupa un insediamento nemico, in alcune regioni particolari e predefinite, può essere presente l'opzione di liberazione. In questo caso il giocatore non acquisirà quel territorio direttamente, ma nascerà un piccolo stato che sarà un protettorato della nazione liberatrice. Ad esempio, giocando con la Gran Bretagna, se si conquista l'Hannover si potrà scegliere se occuparlo, trasformandolo in un dominio britannico, oppure liberarlo, dando vita allo stato autonomo e sovrano di Hannover, che rimarrà un protettorato britannico.
Una delle principali novità sul piano strategico, rispetto ai precedenti giochi Total War, è la possibilità di trasformare alcuni edifici presenti sulla mappa della campagna. Mentre nei giochi precedenti un edificio di una determinata categoria non poteva essere convertito in una struttura di tipo diverso, ora sono possibili alcune trasformazioni. Ad esempio, se il giocatore durante la partita si accorge di avere pochi centri in cui produrre artiglieria, può trasformare le caserme (in cui si reclutano fanteria e cavalleria) in fonderie, per produrre più cannoni.
Come in tutti i giochi della serie, il giocatore deve garantirsi gli scambi commerciali con altre fazioni, gestire le risorse e le tasse, far crescere le città e dare impulso alla ricerca tecnologica, per puntare a diventare la potenza militare più forte. Nella campagna sono rappresentate le quattro stagioni, chiaramente distinguibili sulla mappa, che influenzano non solo la fase strategica (insieme al logoramento), ma parzialmente anche i campi di battaglia.

### Rifornimenti e logoramento
Per la prima volta in un gioco Total War, nella campagna esiste una simulazione di un vero e proprio sistema di rifornimenti per le armate. Alcuni edifici sparsi nelle regioni della mappa hanno la funzione di supportare il rimpiazzo delle perdite di uomini in battaglia. Quando l'armata di una fazione rimane a ranghi ridotti dopo avere combattuto, se si trova in una regione di cui quella fazione ha il controllo, le truppe si rinfoltiranno gradualmente nel corso dei turni. La presenza dei giusti edifici di supporto e di arterie stradali ben sviluppate accelera il processo.
È stato inoltre creato un sistema di logoramento. Quando truppe non abituate a climi estremi (molto caldi o molto freddi) stazionano al di fuori delle città o sono in transito, perdono alcuni uomini ad ogni turno per via di diserzione o morte per stenti e malattie, cosa a cui invece sono immuni truppe di popoli abituati a quei climi. Se, ad esempio, un'armata francese si addentra nei territori russi in pieno inverno, subirà la perdita di soldati finché non entrerà in una città; le truppe russe, invece, ne sono immuni e potranno spostarsi nelle proprie regioni tranquillamente senza patire perdite. Oppure nella campagna d'Egitto le truppe beduine ed alcune unità delle altre fazioni eviteranno il logoramento, al contrario delle altre unità presenti..

### Intelligenza artificiale
La IA di Napoleon: Total War è un'evoluzione di quella presente nel predecessore Empire. I programmatori hanno lavorato per renderla capace di stabilire obiettivi strategici a lungo termine nella campagna, che fungono da guida per tutte le decisioni prese dalle fazioni controllate dal programma. Ciò è stato fatto abbandonando il sistema di IA creato per Rome: Total War e usato fino a Medieval II: Total War, che era basato quasi esclusivamente su script prestabiliti e, di conseguenza, facilmente prevedibili dal giocatore esperto. Il processo era già cominciato in Empire, con l'obiettivo di eliminare i comportamenti contraddittori causati dal fatto che, fino a Medieval II, erano presenti due IA separate (una per la campagna, l'altra per le battaglie) che a volte entravano in conflitto.
Secondo gli autori del gioco, nella gestione delle truppe sul campo di battaglia, l'IA di Napoleon: Total War riesce a mantenere delle formazioni e delle linee di fuoco più compatte, mentre in Empire era frequente vedere le unità sbandare in direzioni diverse e rimanere isolate e vulnerabili. Migliorata anche la capacità di sfruttare le alture per ottenere vantaggi tattici. Tuttavia, riviste e siti specializzati hanno osservato che l'IA presenta ancora alcune lacune, con la tendenza a manovre illogiche e a comportamenti inappropriati sul campo di battaglia.

### Grafica
In Napoleon: Total War, è stato migliorato l'aspetto grafico rispetto al precedente capitolo Empire. Il gioco presenta nuovi effetti particellari, che rendono più credibili fumo, fiamme e nebbia. Il motore grafico Warscape gestisce in modo migliore le fonti di luce, creando immagini più credibili. Si notano anche gli effetti dello spostamento delle truppe e dei colpi di artiglieria sul terreno, con zolle di terra sollevate dagli zoccoli dei cavalli e buchi lasciati dalle palle di cannone ad ogni rimbalzo.
Mentre nel predecessore le truppe avevano caratteristiche quasi uguali per tutte le fazioni, in Napoleon i soldati di ogni nazione hanno diverse statistiche (velocità di ricarica, precisione, portata, morale...) oltre che diverse divise. Ad esempio la fanteria di linea russa è diversa da quella francese, così come la cavalleria e l'artiglieria. Il lato negativo di questa diversificazione è che ora molte fazioni, ad esempio Danimarca ed Olanda, sono state trascurate ed hanno visto diminuire la varietà delle unità da loro controllate. Lo scenario di battaglia rivela la cura dedicata ai particolari, con divise elaborate secondo modelli originali dell'epoca, con fregi e particolari, decorazioni sui cannoni o sulle corazze, tutti osservabili attraverso l'utilizzo dello zoom in piena battaglia. Inoltre anche le abitazioni e le navi sono state perfezionate.

## Edizioni
Il gioco è disponibile sul mercato italiano e degli altri paesi in due edizioni differenti: la versione base e la Imperial Edition. Una terza edizione speciale, chiamata Emperor's Edition, è stata messa in vendita solo sul mercato australiano, con una confezione da collezione radicalmente diversa e contenente alcuni gadget esclusivi (fra cui una statuetta di Napoleone).

### Napoleon: Total War
La versione base del gioco in confezione standard, che contiene le unità Eroi delle guerre napoleoniche.
- 7º Lancieri (Francia)
- Ulani del Brandeburgo (Prussia)
- 1º Ussari (Austria)
- 15º Ussari (Gran Bretagna)
- 1º Battaglione Granatieri Prussiano orientale (Prussia)
- 6º Reggimento di Fanteria leggera (Francia)
- 17º Reggimento Jäger (Russia)
- 1º Reggimento dell'Imperatore (Austria)
- 18º Reggimento di Fanteria di linea, "i Coraggiosi" (Francia)
- Moschettieri moscoviti (Russia)

### Napoleon: Total War - Imperial Edition
Confezione dal design esclusivo che contiene alcuni optional in più. La differenza principale è che l'edizione Imperial offre, oltre a un poster con le campagne di Napoleone, le cinque unità del pacchetto Reggimenti d'élite.
- 5º Reggimento degli Ussari (Francia)
- 8º Reggimento di guardie del corpo (Prussia)
- 47º Reggimento cechi (Austria)
- 88º Reggimento Connaught Rangers (Gran Bretagna)
- Ussari di Pavlograd (Russia)

## DLC
Il primo contenuto scaricabile (DLC) per Napoleon: Total War è stato pubblicato gratuitamente il 26 marzo 2010 col titolo Pacchetto guardia imperiale. Include sei nuove unità per la Francia, tutte ispirate a reggimenti e corpi militari realmente esistiti. Inoltre, offre la possibilità di giocare la battaglia di Waterloo dalla parte dell'Impero britannico.
Il secondo DLC, chiamato Coalition battle pack, è uscito il 5 maggio 2010. Offre sei nuove unità storicamente accurate per gli eserciti delle nazioni della coalizione e aggiunge la Battaglia di Friedland a quelle già disponibili.

### Pacchetto guardia imperiale
- Lancieri polacchi della guardia
- Lancieri olandesi della guardia
- Chasseurs à cheval della guardia
- Granatieri olandesi
- Marinai della guardia
- Dragoni dell'imperatrice

### Coalition battle pack
- Ussari della guardia del corpo (Russia)
- Coldstream Guards (Gran Bretagna)
- Legione dell'Arciduca Carlo (Austria)
- Freikorps di von Lützow (Prussia)
- Ussari della morte (Prussia)
- Guardie del corpo di Semenovski (Russia)

## Espansioni
Il 25 maggio 2010 è stata annunciata ufficialmente la prima espansione per Napoleon: Total War, chiamata La Campagna Spagnola. Comprende una nuova campagna ambientata al tempo della Guerra d'indipendenza spagnola con quattro fazioni, di cui tre giocabili (Francia, Gran Bretagna e Spagna) e una non giocabile (Portogallo). La mappa è suddivisa in 32 regioni. Nel gioco ci saranno 28 nuove unità militari (fra cui le unità guerriglia) e tre nuovi tipi di agenti: il prete, il provocatore e il guerrigliero.